# Редица
Изброяване на краен или безкраен брой числа в точно определен ред се нарича числова редица. Отделните числа, от които се състои редицата, се наричат нейни членове. Когато членовете не са числа, а елементи на предварително избрано множество, става дума просто за редица.
Редиците могат да бъдат крайни или безкрайни.
В информатиката вместо крайна редица често се използва терминът (едномерен масив) или вектор.

## Формална дефиниция
Редица е изображение от вида
{\displaystyle a:{\mathcal {N}}\to {\mathcal {X}}},
където
{\displaystyle {\mathcal {N}}=\{i|i<n;i\in \mathbb {N} ;n\in \mathbb {N} \}},
a {\displaystyle {\mathcal {X}}} е произволно множество. Редицата се нарича безкрайна ако {\displaystyle Card({\mathcal {N}})=Card(\mathbb {N} )}.

## Примери
- Пример за крайна редица е поредицата от номерата на къщите на дадена улица.
- Редицата от прости числа е една от най-известните нетривиални безкрайни числови редици:

{\displaystyle 0,1,2,3,\ldots ,n,\ldots }
- Крайна нарастваща числова редица от квадратите на първите 50 цели числа (редица A000290 в ИЕЧР): [1]

0, 1, 4, 9, 16, 25, 36, 49, 64, 81, 100, 121, 144, 169, 196, 225, 256, 289, 324, 361, 400, 441, 484, 529, 576, 625, 676, 729, 784, 841, 900, 961, 1024, 1089, 1156, 1225, 1296, 1369, 1444, 1521, 1600, 1681, 1764, 1849, 1936, 2025, 2116 , 2209, 2304, 2401, 2500.
Всеки член на редицата се определя по формулата {\displaystyle a_{n}=n^{2}}, n=0÷50. Ако n=0÷{\displaystyle \infty }, редицата е безкрайна:
{\displaystyle 0,1,4,9,\ldots ,n^{2},\ldots }
- Безкрайна нарастваща числова редица от вида {\displaystyle a_{n}=2^{n}}:

{\displaystyle 2,4,8,\ldots ,2^{n},\ldots }
- Безкрайна намаляваща числова редица от вида {\displaystyle a_{n}={\frac {1}{n}}}:

{\displaystyle 1,{\frac {1}{2}},{\frac {1}{3}},\ldots ,{\frac {1}{n}},\ldots }
- Всяко реално число може да бъде свързано със собствена редица, наречена верижна дроб: за рационалните числа тя винаги е крайна, за алгебричните ирационални числа е безкрайна (за квадратичните ирационалности е периодична), а за трансцендентните числа е безкрайна и непериодична, въпреки че отделните числа могат да се срещат в него безкраен брой пъти. Например верижната дроб за числото {\displaystyle {\frac {13}{9}}} е крайна и равна на {\displaystyle [1;2,4]}:

{\displaystyle {\frac {13}{9}}=[1;2,4]=1+{\cfrac {1}{2+{\cfrac {1}{4}}}}=1,44444444\dots ,}

а верижната дроб на числото {\displaystyle \pi } вече е безкрайна, непериодична и изглежда така: {\displaystyle [3;7,15,1,292,1,1,1,2,1,3,1,14,2,1,1,2,2,2,2,1,84,2,1,1,15,\dots ]}.

## Последователност от действия
„Алгоритъмът е стриктна и логична последователност от действия за решаване на задача (математически, информационен и т.н.).“